# 永續設計
永續設計，是一種以符合經濟、社會及生態學三者永續經營為方針的設計方法。永續設計領域旨在通過採用綜合方法創造“三贏”設計來平衡這些領域的需求。永續設計的範疇很廣，小至日常生活用品，大至建築設計、都市設計、乃至於地球的物理環境都在其內。

## 範例
綠建築以保存能源、水資源以及建築材料等方式，避免對建築物室內外造成污染。這種對臭氧層損耗，及建築材料和加工所造成污染的意識提高，所進行的設計方法，稱之為綠色設計，設計宗旨便是倡導能源及自然資源的保護及回收，創造理想的生態環境。自動化建築則以設置替代能源如風力、太陽能發電、以及雨水收集系統等，降低建物對外部供應能源如石油等的依賴。這些建築物也經常使用回收再生的建築材料。
大部分農業機構聲稱現有的農藥規約及土壤保持計劃已經適當的保護表土及野生動物。有些單位則認為目前的規範不利於永續發展，而農業改革可以在維持足夠產量的要求下儘量降低農藥用量，以減少生態危害。縱然各方在做法上仍諸多辯論，但沒有任何一個單位認為永續農業是不可能達成的夢想。
在都市計劃方面，依循永續設計準則規劃街道公共設施等配置，可以降低對環境的衝擊。許多時候，初期規劃時忽略基地自然環境條件往往導致災難：河川被阻斷、土石流、大規模土壤侵蝕作用、洪水以及污染等。
汽車工業設計可以用維修及拆解回收為前提，並使用如鋼鐵、鋁、玻璃等可回收材料。 慎選材料以及嚴謹的製程可以使永續設計產品在價格與性能上與一般產品相當。
清潔劑、報紙、 及各類一次性產品應以可自行分解為佳。常見的方式為在空氣、水、或土壤中自然腐敗。此類永續性設計產品的挑戰為降低成本以及色彩受限。 此外，由於這類產品的廢棄物一般皆在垃圾堆填區以掩埋方式處理，在隔絕空氣和水的情形下，這些自行分解的設計能否作用仍受到質疑。
高效能的風力發動機可利用回收再生的鋁材、鋼材甚至小型電器建造。選擇適當地點設置風力發電廠可產生足以供應工業使用的再生能源。

实现可持续性设计需考虑以下五个方面：
1. 設計概念 - 創意和設計階段是產品實現可持續的關鍵，設計者可根據現有的用戶使用問題，改進現有產品或設計出更你與可持續發展的產品 。
2. 材料綠色化 - 在設計中選擇環保與合法的天然材料。
3. 材料循環使用 - 產品應設計成可生物降解的，可回收物兩者結合
4. 能源節約 - 在設計產品時，需考慮製造過程的生產消耗，減少生產工序，提高能源效率。
5. 減少對環境的污染

## 外部連結
1. ↑  藝術與建築索引典－綠色設計[永久]於2011年4月7日查閱